# Nordjylland
Region Nordjylland (Severní Jutsko) je jedním z pěti regionů, vzniklých na základě správní reformy Dánska z 1. ledna 2007.

## Obce
Na území regionu se nacházejí následující obce:
- Brønderslev-Dronninglund Kommune
- Frederikshavn Kommune
- Hjørring Kommune
- Jammerbugt Kommune
- Læsø Kommune
- Mariagerfjord Kommune
- Morsø Kommune
- Rebild Kommune
- Thisted Kommune
- Vesthimmerlands Kommune
- Ålborg Kommune